# Мангул Олександр Анатолійович
Мангул Олександр Анатолійович — український держслужбовець, колишній голова Мелітопольської районної державної адміністрації Запорізької області, колишній голова Національного агентства з питань запобігання корупції (2018—2019).

## Життєпис
Народився 24 липня 1976 року у м. Кам'янка-Дніпровська Запорізької області.
У 1999 році закінчив Таврійську державну агротехнічну академію та здобув кваліфікацію економіста.
У 2004 році закінчив Національну академію державного управління при Президентові України та здобув кваліфікацію магістра державного управління.
З 2000 по 2013 роки працював на різних посадах у Міністерстві економічного розвитку і торгівлі України та Державному комітеті України з питань регуляторної політики та підприємництва — від головного спеціаліста до директора департаменту.
З 2013 року по лютий 2014 року працював заступником Голови правління ПАТ «Лисичанський склозавод „Пролетарій“».
З травня 2015 року по лютий 2018 року обіймав посаду Голови Мелітопольської районної державної адміністрації Запорізької області.
Розпорядженням Кабінету Міністрів України від 17 січня 2018 року № 31-р призначений членом Національного агентства з питань запобігання корупції
28 березня 2018 року на дворічний термін обраний Головою НАЗК.
У зв'язку з набранням чинності Законом України «Про внесення змін до деяких законодавчих актів України щодо забезпечення ефективності інституційного механізму запобігання корупції» від 2 жовтня 2019 року, — достроково припинив повноваження Голови Національного агентства з питань запобігання корупції з 18 жовтня 2019 року.